# Ремига Надія Терентіївна
Надія Терентіївна Ремига (1924, село Одрадівка Сиваського району, тепер Новотроїцького району Херсонської області — ?) — українська радянська діячка, новатор сільськогосподарського виробництва, доярка колгоспу «Червоний прапор» (потім — «Грузія») Генічеського району Херсонської області. Депутат Верховної Ради УРСР 5-го скликання.

## Біографія
Народилася у бідній селянській родині. Трудову діяльність розпочала у 1943 році колгоспницею колгоспу «Червоний прапор» («Красное знамя») Генічеського району Херсонської області.
З 1950 року — доярка колгоспу «Грузія» Генічеського району Херсонської області. У 1956 році надоїла в середньому по 4 387 кг. молока від кожної корови, у 1957 році — 4 842 кг., а у 1958 році — 3 774 кг. молока.
У 1958 році закінчила трирічну зооветеринарну школу в Херсонській області.

## Нагороди
- орден Трудового Червоного Прапора (26.02.1958)
- медалі